# Jesse Ellis & Company
Jesse Ellis & Company Ltd. war ein britischer Hersteller von Automobilen.

## Unternehmensgeschichte
Jesse Ellis und Arthur Fremlin gründeten 1873 ein gemeinsames Unternehmen. Der Sitz war in Maidstone. 1896 wurde daraus eine Kapitalgesellschaft. 1897 begann die Produktion von Automobilen. Der Markenname lautete Ellis. 1907 endete die Produktion. Am 30. April 1907 begann die Insolvenz. Erst 1910 wurde das Unternehmen aufgelöst.

## Fahrzeuge
Einige Fahrzeuge waren Dampfwagen. Später entstanden Autos mit Ottomotor. Weitere Details sind nicht bekannt.
Außerdem entstanden Nutzfahrzeuge.